# ChurchToo
#ChurchToo, abgeleitet von der breiter aufgestellten #MeToo-Bewegung, ist ein Hashtag, unter dem Frauen über sexuelle Übergriffe in Kirchengemeinden berichten, die bisher nicht genügend aufgearbeitet worden seien, bei denen Frauen nicht geglaubt wurde oder man sie selbst beschuldigte. Der Hashtag wurde 2017 von Emily Joy Allison initiiert, nur wenige Wochen, nachdem #MeToo viral ging. #ChurchToo gilt als Ableger von #MeToo. Allison berichtete auf Twitter von sexuellen Übergriffen und einem ungenügenden Umgang mit den Vorfällen in einer evangelikalen Gemeinde. Bereits am Tag nach Allisons Posting berichteten tausende weitere Frauen von sexuellen Übergriffen unter diesem Hashtag #ChurchToo. Später dehnte sich die Bewegung auch auf weitere Denominationen wie Amische, Mennoniten und Episcopalians aus.

## Einordnung
Die Häufung der Fälle hänge mit dem kirchlich-konservativen Frauenbild zusammen, bei dem der weibliche Körper „irgendetwas zwischen Verführung oder Versuchung für Männer und Projektionsfläche extremer Reinheits- und Jungfräulichkeitsideale“ darstelle, kommentierte Mara Feßmann in Die Zeit.